# صموئيل موراي روبنسون
صموئيل موراي روبنسون (بالإنجليزية: Samuel Murray Robinson)‏ هو ضابط أمريكي، ولد في 13 يونيو 1882 في تكساس في الولايات المتحدة، وتوفي في 11 نوفمبر 1972 في هيوستن في الولايات المتحدة.